# Модификационная изменчивость

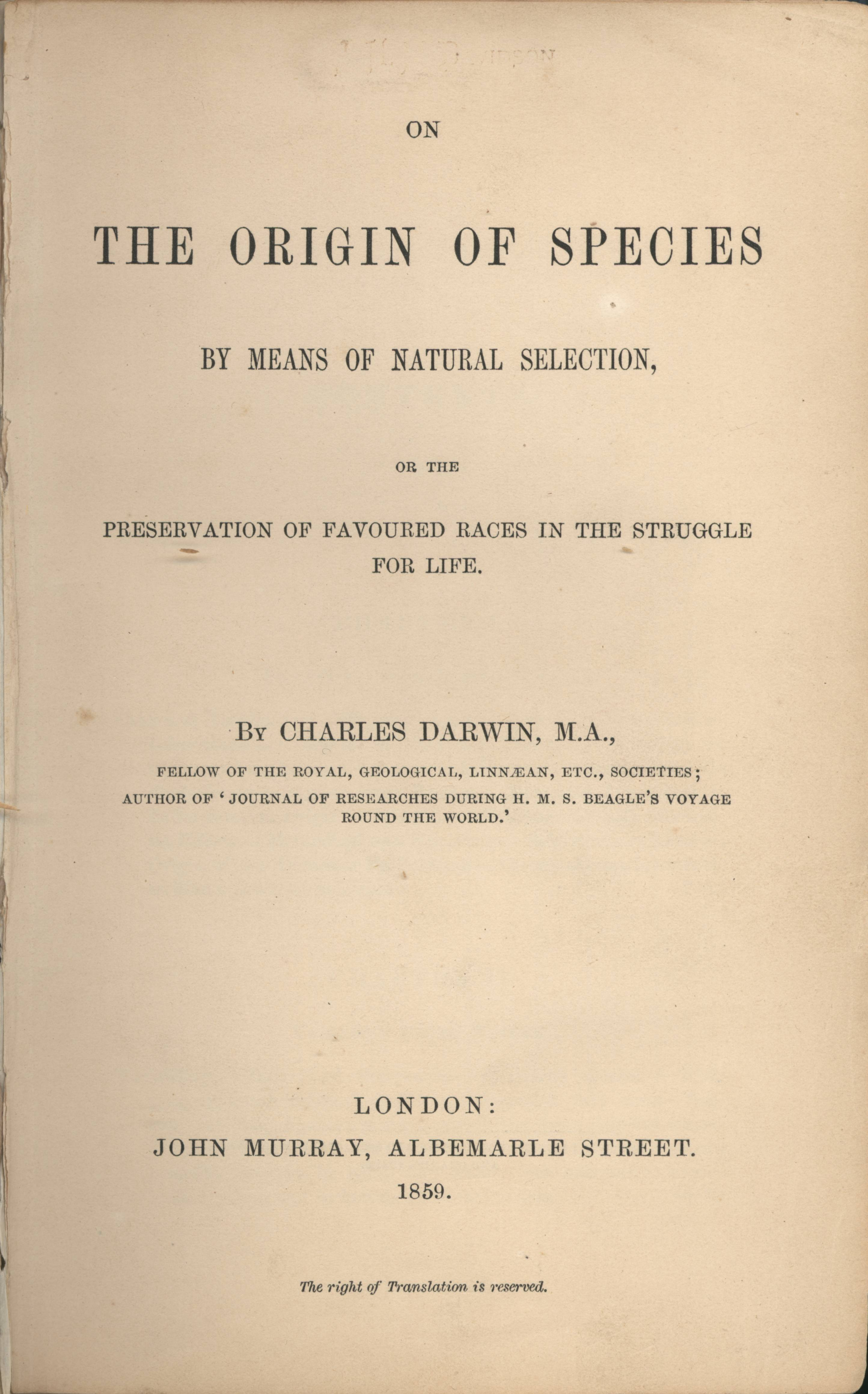
Титульная страница «Происхождения видов», 1859 год

Модификацио́нная изме́нчивость  — способность организмов с одинаковым генотипом развиваться по-разному в разных условиях окружающей среды. При этом изменяется фенотип, но не изменяется генотип. В англоязычной литературе до 90-х годов XX в. в аналогичном значении  нередко использовалось понятие «адаптивная модификация», в настоящее же время преимущественно используется понятие «фенотипическая пластичность». Именно этот класс явлений в первую очередь лежит в основе «определённой изменчивости», которую описывал Чарльз Дарвин, в противовес «неопределённой изменчивости», основанной, главным образом, на мутациях в генетическом аппарате.

## Характеристика модификационной изменчивости
- Изменяется фенотип, но не генотип — изменения фенотипа обусловлены физиологическими реакциями клеток;
- Определенность (предсказуемость): конкретному действующему фактору среды соответствует определенная реакция фенотипа, свойственная данному генотипу (в большинстве случаев —  всем представителям популяции);
- Изменения могут быть обратимыми (более или менее) или необратимыми на уровне отдельного организма, в зависимости от механизма, посредством которого осуществляется данная форма изменчивости в конкретном случае. Пример обратимого изменения —  приобретение и утрата загара; сезонная перемена шубы у зайца;
- Отсутствие устойчивого наследования возникающих изменений;
- Математически выстраиваемая зависимость между силой действующего фактора среды и степенью изменения признака. Эта зависимость может иметь разный вид, и в каждом конкретном случае она определяется эволюционной историей вида.

## Условная классификация модификационной изменчивости
По изменяющимся признакам организма:
- морфологические изменения;
- физиологические и биохимические адаптации — гомеостаз (повышение уровня эритроцитов в горах и т. д.);
- поведенческие реакции.

По размаху изменчивости (разнице между минимальным и максимальным возможным выражением признака для данного генотипа):
- узкая;
- широкая.

По значению:
- адаптивные модификации (приспособительные реакции в ответ на различные условия окружающей среды);
- морфозы (ненаследственные изменения фенотипа,  не имеющие приспособительного характера, которые обычно возникают в ответ на экстремальные (стрессовые) воздействия факторов среды.

По длительности:
- быстрые модификации - возникают у особей, непосредственно испытывающих воздействие фактора среды и не передаются потомству;
- длительные модификации — сохраняются на два-три (иногда более) поколения, даже в отсутствие непосредственного воздействия фактора среды на потомство.

## Механизм модификационной изменчивости

### Окружающая среда как причина модификаций
Модификационная изменчивость — это результат не изменений генотипа, а его непосредственной реакции на условия окружающей среды. При модификационной изменчивости наследственный материал не изменяется, — изменяется проявление генов.
Стимулы внешней среды воздействуют на поведение клеток и многоклеточных организмов благодаря наличию чувствительных рецепторов (они имеются не только в органах чувств животных, но и в каждой живой клетке), которые передают цепочки сигналов, меняющих регуляцию функционирования определенных генов. Таким образом, факторы окружающей среды способны регулировать интенсивность выработки клетками специфических белков, от которых зависит развитие, физиология и поведение организма.
Один из примеров — появление «загара» при длительном пребывании человека под лучами ультрафиолета. При воздействии ультрафиолетовых лучей происходит разрушение некоторого количества клеток эпидермиса, что приводит к выделению эндотелина-1 и эйкозаноидов. Они вызывают активацию фермента тирозиназы и его биосинтез. Тирозиназа, в свою очередь, является ключевым ферментом синтеза меланина.
В большинстве случаев модификационная изменчивость способствует адаптации организмов к условиям окружающей среды — генотип реагирует на средовые факторы и происходит перестройка фенотипа в соответствии с изменившимися потребностями организма (например, увеличивается число эритроцитов у человека, поднявшегося в горы). Однако иногда, под влиянием неблагоприятных факторов окружающей среды, например, влиянием тератогенных факторов на беременных, возникают нарушения фенотипа (морфозы), не имеющие какого-либо адаптивного значения.  Интересно, что во многих случаях морфозы имеют вид «фенокопий» некоторых известных мутаций, что было пау отмечено в еще в 40-е годы XX века немецким биологом Рихардом Гольдшмидтом.

### Норма реакции

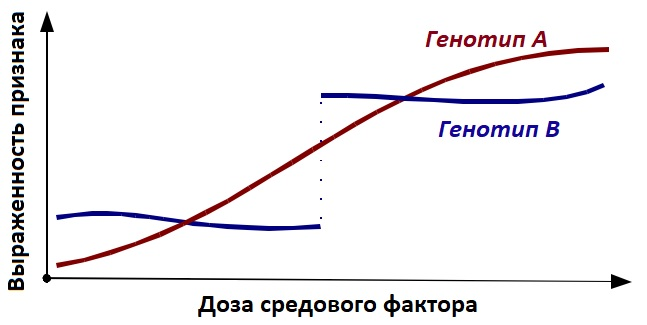
Норма реакции — характерный спектр реакции фенотипа на дозу фактора среды (температуру, влажность, освещенность, обилие корма и пр.). Кривая, описывающая зависимость признака от фактора среды, может быть плавной (с уклоном вверх или вниз), а может быть бимодальной — в этом случае наблюдается явление полифенизма: фенотип представлен двумя или более хорошо различимыми вариантами, не связанных между собой промежуточными вариантами.

Предел проявления модификационной изменчивости организма при неизменном генотипе — норма реакции. Норма реакции обусловлена генотипом и различается у разных особей данного вида. Фактически норма реакции — спектр возможных уровней экспрессии генов, из которого выбирается уровень экспрессии, наиболее подходящий для данных условий окружающей среды. Усиленное кормление приведёт к увеличению массы животного, однако она будет находиться в пределах нормы реакции, характерной для данного вида или породы. Норма реакции генетически детерминирована и наследуется. Для разных признаков пределы нормы реакции сильно различаются. Например, широкие пределы нормы реакции имеют величина удоя, продуктивность злаков и многие другие количественные признаки, узкие пределы — интенсивность окраски большинства животных, температура тела у теплокровных, число позвонков и пальцев у позвоночных.
Качественные признаки (наличие или отсутствие определенных органов и  частей тела, паттерны рисунка на шкуре — пятна, полоски и пр., стадии жизненного цикла)  проявляют фенотипическую пластичность гораздо реже, чем количественные. Но такие примеры все же встречаются. К примеру, у тлей в зависимости от количества питания и плотности населения, могут формироваться бескрылые или крылатые особи, также они могут переключаться между бесполым и половым размножением, откладывать яйца или переходить к живорождению. Следует отметить, что граница между количественными и качественными признаками иногда весьма условна.

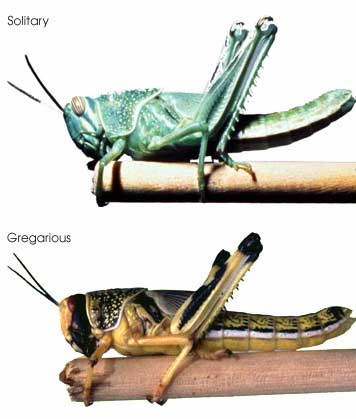
Саранча встречается в двух основных формах: одиночной (вверху) и стадной (внизу), хорошо различимых морфологически, а также различающихся по поведению и физиологии. Переход между формами зависит от плотности популяции и может занимать одно-несколько поколений.

## Модификационная изменчивость в теории эволюции

### Дарвинизм
В 1859 году Чарльз Дарвин опубликовал свою работу на эволюционную тему под названием «Происхождение видов путём естественного отбора, или сохранение благоприятных рас в борьбе за жизнь». В ней Дарвин показал постепенное развитие организмов как результат естественного отбора. Естественный отбор базируется на следующей последовательности событий:
- В некоторый момент времени в популяции появляется особь с новым признаком (фенотипом);
- Особенности фенотипа определяют  успешность воспроизводства (среднее количество потомков) данной особи и ее потомков, унаследовавших признак, по сравнению со всеми остальными членами популяции, обладающими иными фенотипами;
- С течением времени особи, обладающие более благоприятным фенотипом распространяются и вытесняют носителей менее благоприятного варианта признака вследствие неизбежной конкуренции за ограниченные ресурсы среды.

Однако новые свойства особи могут формироваться как вследствие наследственной, так и модификационной изменчивости. И если наследственная изменчивость характеризуется изменением генотипа и эти изменения наследуются, то модификационная изменчивость не затрагивает генетический аппарат половых клеток. Модификационная изменчивость как таковая не наследуется (хотя здесь и есть некоторые оговорки, о которых будет сказано ниже) и, следовательно, не может напрямую вовлекаться в эволюцию признаков. Вместе с тем, в настоящее время достаточно острые дискуссии связаны с обсуждением степени косвенного влияния модификационной изменчивости на эволюционные процессы. В русскоязычном пространстве эти дискуссии связаны с "эпигенетической теорией эволюции", которая базируется на теоретических и экспериментальных работах Ивана Шмальгаузена и Конрада Уоддингтона. За рубежом схожие идеи развиваются в рамках исследовательской программы EES (Extended Evolutionary Synthesis). Основная идея в этих теоретизированиях заключается в том, что адаптация организма к новым условиям может происходить еще до появления "подходящей" мутации - за счет фенотипической пластичности. В дальнейшем по мере появления новых генотипов и при поддержке стабилизирующего отбора происходит "генетическая ассимиляция" нового фенотипа - то есть сдвиг нормы реакции в сторону более благоприятного при данных условиях посредством фиксации соответствующих мутаций.

### Естественный отбор и модификационная изменчивость
Норма реакции формируется под влиянием естественного отбора. Естественный отбор тем или иным образом изменяет границы и ширину нормы реакции, и на основании этого влияния выделяют 3 основные формы естественного отбора: стабилизирующий, движущий и дизруптивный отбор.
Стабилизирующий отбор реализуется в том случае, если любое отклонение признака от среднего значения снижает его адаптивность. Такой отбор направлен на сужение нормы реакции признака и фиксации вариационной кривой около среднего значения. Например, у растений сохраняется форма и размер цветка, которые отвечают форме и размеру насекомого, которое опыляет растение. У млекопитающих и птиц стабилизирующий отбор поддерживает постоянство температуры тела. Следует обратить внимание, что стабилизация какого-либо признака обычно подразумевает формирование в ходе эволюции достаточно тонких регуляторных механизмов, которые и обеспечивают надежность соответствующих процессов физиологии и развития.
Движущий отбор обычно появляется в новых условиях, когда наиболее благоприятным для организма оказывается не среднее значение, а левая (сниженное значение)  или правая (повышенное значение) область нормы реакции. Такой отбор поддерживает любые уклоняющие мутации. В конечном итоге это приводит к сдвигу границ нормы реакции в соответствующую сторону. Например, у насекомых в зоне регулярной обработки полей инсектицидами может повышаться стойкость к данным химикатам.
Дизруптивный отбор схож с движущим отбором, но в этом случае поддерживаются уклонения в обе стороны от среднего значения (в сторону как уменьшения, так и увеличения). Следствием такого отбора может два итога. Первый -  разделение популяции на две субпопуляции, каждая из которых характеризуется своим диапазоном нормы реакции - в области малых и больших значений. Например, на островах эволюция насекомых шла в направлении усиления крыльев или их полной редукции - оба варианта лучше адаптируют насекомое к жизни при сильном ветре (частом на океанических островах), чем средне развитые крылья. Второй возможный исход - возникновение полифенизма. Полифенизм - это такой вариант фенотипической пластичности, который выражается в развитии одного из двух (или более) хорошо различимых фенотипов. Яркий пример - саранча, которая имеет ярко различающиеся стадную и одиночную формы. Различия стадной и одиночной форм саранчи затрагивают не только морфологию, но и особенности поведения, работы иммунной системы и др. Еще один яркий пример - касты у муравьев. В качестве примеров полифенизма у растений можно привести различное строение подводных и надводных листьев у водяного лютика, стрелолиста и др.

## Длительная модификационная изменчивость
В большинстве случаев модификационная изменчивость носит ненаследственный характер и является лишь реакцией генотипа данной особи на условия среды с последующим изменением фенотипа. Однако известны и примеры наследуемых средозависимых изменений, описанные у некоторых бактерий, простейших и многоклеточных эукариот. Чаще всего в настоящее время эти случаи определяют как "трансгенерационное эпигенетическое наследование", но в учебниках советского времени к таким случаям применяют понятие "длительная модификация".
Для понимания возможного механизма наследования модификационной изменчивости рассмотрим сначала понятие генетического триггера.
Например, в оперонах бактерий содержатся, кроме структурных генов, два участка — промотор и оператор. Оператор некоторых оперонов находится между промотором и структурными генами (у других он входит в состав промотора). Если оператор связан с белком, который называется репрессором, то вместе они не дают двигаться РНК-полимеразе по цепи ДНК. У бактерий E. сoli можно наблюдать подобный механизм. При недостатке лактозы и избытке глюкозы вырабатывается белок-репрессор (Lacl), который присоединяется к оператору, не давая РНК-полимеразе синтезировать мРНК для трансляции фермента, который расщепляет лактозу. Однако при попадании лактозы в цитоплазму бактерии лактоза (вещество-индуктор) присоединяется к белку-репрессору, изменяя его конформацию, что приводит к диссоциации репрессора от оператора. Это обуславливает начало синтеза фермента для расщепления лактозы.
У бактерий при делении вещество-индуктор (в случае с E. coli — лактоза) передаётся в цитоплазму дочерней клетки и запускает диссоциацию белка-репрессора от оператора, что влечет за собой проявление активности фермента (лактазы) для расщепления лактозы у палочек даже при отсутствии этого дисахарида в среде.
Если оперона два и если они взаимосвязаны (структурный ген первого оперона кодирует белок-репрессор для второго оперона и наоборот), они образуют систему, которая называется триггером. При активном состоянии первого оперона отключен второй. Однако под действием окружающей среды может быть заблокирован синтез белка-репрессора первым опероном, и тогда происходит переключение триггера: активным становится второй оперон. Такое состояние триггера может наследоваться следующими поколениями бактерий. Молекулярные триггеры могут обеспечивать длительные модификации и у одноклеточных эукариот (в частности, подобные явления отмечались у дрожжей, инфузорий и др.).
Наиболее любопытны и наименее понятны с точки зрения механизма случаи наследования индуцированных средой изменений у многоклеточных организмов — животных и растений. Прогресс в области эпигенетики, заявившей свои права в течение последних двух десятилетий, позволяет находить естественные объяснения подобным явлениям там, где раньше они казались невозможными. Наиболее вероятным фактором, который позволяет передавать "благоприобретенные" признаки от родительской особи к потомству видится малая некодирующая РНК. Эти молекулы могут попадать в зиготу (оплодотворенную яйцеклетку) с цитоплазмой и содержимым ядер яйцеклетки и сперматозоида и управлять включениями и выключениями генов развивающегося организма, влияя на формирующийся фенотип.

## Модификационная изменчивость в жизни человека
Практическое использование закономерностей модификационной изменчивости имеет большое значение в растениеводстве и животноводстве, так как позволяет предвидеть и заранее планировать максимальное использование возможностей каждого сорта растений и породы животных (например, индивидуальные показатели достаточного количества света для каждого растения). Создание заведомо известных оптимальных условий для реализации генотипа обеспечивает их высокую продуктивность.
Также это позволяет целесообразно использовать врождённые способности ребёнка и развивать их с детства — в этом состоит задача психологов и педагогов, которые ещё в школьном возрасте пытаются определить склонности детей и их способности к той или иной профессиональной деятельности, увеличивая в пределах нормы реакции уровень реализации генетически детерминированных способностей детей.